# Thorectes intermedius
Thorectes intermedius är en skalbaggsart som beskrevs av Costa 1839. Thorectes intermedius ingår i släktet Thorectes och familjen tordyvlar. Inga underarter finns listade i Catalogue of Life.